# Santiago Vergini
Santiago Vergini (Rosario, 3 augustus 1988) is een Argentijns voetballer die bij voorkeur als centrale verdediger speelt. Hij verruilde Sunderland in juli 2016 voor Boca Juniors. Vergini debuteerde in 2012 in het Argentijns voetbalelftal.

## Clubcarrière
Vergini speelde in de jeugdopleiding van CA Vélez Sársfield. In 2009 tekende hij een profcontract bij het Paraguayaanse Olimpia. Die club leende hem in januari 2011 uit aan het Italiaanse Hellas Verona. In augustus 2011 trok hij terug naar zijn vaderland om bij CA Newell's Old Boys te voetballen. Met die club won hij in 2013 het Torneo Final, het tweede toernooi van de Argentijnse competitie. In de Superfinal, een wedstrijd tussen de winnaar van Torneo Inicial en Torneo Final, verloor Newell's Old Boys vervolgens met 1-0 van Vélez Sársfield.
In 2013 bereikte de Argentijnse club ook de halve finale van de Copa Libertadores. In de heenwedstrijd tegen het Braziliaanse Atlético Mineiro won Newell's Old Boys met 2-0, maar in de terugwedstrijd ging het elftal van Gerardo Martino met dezelfde score onderuit. In de strafschoppenreeks won Atlético Mineiro met 3-2. Gewezen wereldvoetballer van het jaar Ronaldinho trapte de beslissende strafschop binnen.
Vergini verruilde Newell's Old Boys in augustus 2013 voor Estudiantes. Dat verhuurde hem een half jaar later voor zes maanden aan Sunderland, waar hij na elf wedstrijden in de Premier League een definitief contract tot juli 2017 tekende. Hij speelde vervolgens nog 31 competitiewedstrijden voor de Engelse club, maar nadat Dick Advocaat Gus Poyet opvolgde als coach, had die hem niet meer nodig. Sunderland verhuurde Vergini in juli 2015 vervolgens voor een jaar aan Getafe CF, op dat moment actief in de Primera División.

## Interlandcarrière
Op 20 september 2012 debuteerde hij als Argentijns international onder Alejandro Sabella in de Superclásico tegen Brazilië. Vergini viel na 73 minuten in voor Lisandro Ezequiel López. Hij zag Neymar in de extra tijd het winnende doelpunt scoren voor de Brazilianen. Eerder in de wedstrijd scoorde Juan Manuel Martínez de openingstreffer en Paulinho het eerste Braziliaanse doelpunt.
| Interlands van Santiago Vergini     | Interlands van Santiago Vergini     | Interlands van Santiago Vergini     | Interlands van Santiago Vergini     | Interlands van Santiago Vergini     | Interlands van Santiago Vergini     | Interlands van Santiago Vergini     |
| Nr.                                 | Datum                               | Wedstrijd                           | Uitslag                             | Soort wedstrijd                     | Doelpunten                          | Assists                             |
| Als speler bij CA Newell's Old Boys | Als speler bij CA Newell's Old Boys | Als speler bij CA Newell's Old Boys | Als speler bij CA Newell's Old Boys | Als speler bij CA Newell's Old Boys | Als speler bij CA Newell's Old Boys | Als speler bij CA Newell's Old Boys |
| ----------------------------------- | ----------------------------------- | ----------------------------------- | ----------------------------------- | ----------------------------------- | ----------------------------------- | ----------------------------------- |
| 1.                                  | 20 september 2012                   | Brazilië – Argentinië               | 2 – 1                               | Vriendschappelijk                   | 0                                   | 0                                   |

## Erelijst
| Primera División (Winnaar Clausura) | 1x | 2013 |

1 Rossi ·
2 López ·
4 Weigandt ·
5 Zambrano ·
6 Rojo ·
8 Cardona ·
9 Orsini ·
11 Salvio ·
13 García ·
14 Rolón ·
16 Molinas ·
17 Advíncula ·
18 Fabra ·
19 Barco ·
20 Ramírez ·
21 Campuzano ·
22 Villa ·
23 González ·
24 Izquierdoz  ·
26 Fernández ·
29 Briasco ·
30 Zeballos ·
31 Pavón ·
32 Almendra ·
33 Varela ·
34 Obando ·
36 Medina ·
37 Sández ·
38 Vázquez ·
Coach: Russo